# Teroristické útoky v Turecku (srpen 2016)
Série teroristických útoků na východě Turecka se odehrála ve dnech 17. až 18. srpna 
Jednalo se o sérii tří teroristických útoků, a to:
- Dne 17. srpna 2016 explodovala v provincii Van před policejní stanicí nastražená bomba. Přitom přišli o život policista a dva civilisté. Zraněno bylo 53 civilistů a 20 příslušníků policie.
- Na dvoře policejní stanice ve východotureckém městě Elâzığ explodovala ve vozidle nastražená výbušnina. O život přišli tři policisté a zraněno bylo asi 146 lidí, z toho nejméně 14 zraněných bylo ve vážném stavu.
- Třetí útok se odehrál v okresu Hizan v provincii Bitlis. Nálož nastražená u silnice zabila pět vojáků, dalších pět bylo zraněno.

Z atentátů jsou podezřelí kurdští separatisté. 